# Скотти, Джерри
Вирджи́нио Ско́тти (итал. Virginio Scotti), известный как Дже́рри Ско́тти (итал. Gerry Scotti; 7 августа 1956, Мирадоло-Терме, Италия) — итальянский телеведущий, журналист и продюсер телевизионных передач «Chi vuol essere milionario?» и «The Money Drop».

## Биография
Джерри Скотти родом из итальянской семьи 7 августа 1956 года.  с 2000 по 2011 ввел передачу «Chi vuol essere milionario?», а затем с 2011 по 2013 ввел передачу  «The Money Drop».